# یوکی ناگانو
یوکی ناگانو (انگلیسی: Yuki Nagano؛ زادهٔ ۲۷ ژوئن ۱۹۹۷) صداپیشه اهل ژاپن است. وی از سال ۲۰۱۷ میلادی تاکنون مشغول فعالیت بوده‌است.